# Rise to Remain
Rise to Remain was een Britse metalcoreband afkomstig uit Londen, Engeland.

## Biografie
De band werd in 2006 opgericht door Ben Tovey (zoon van componist Bramwell Tovey) en Will Homer onder de naam Halide. Zij werkten samen met vrienden van hun middelbare school, die ook weer bij andere bands betrokken waren. Een jaar later werd de line-up definitiever, nadat ze onder andere Austin Dickinson (zoon van Iron Maiden zanger Bruce Dickinson), toevoegden als vocalist. Na via Myspace enkele nummers uit te brengen, toerde de band in het daaropvolgende jaar door Groot-Brittannië als support voor bands als Biomechanical en Sylosis.
In de zomer van 2008 stond de band als Rise to Remain op het Download Festival en brachten ze zelfstandig de ep Becoming One op de markt. Na in 2010 wederom een ep uitgebracht te hebben, wonnen ze de Best British Newcomer award van Kerrang!magazine. Aan het einde van dat jaar mocht de band mee op meerdere tours van grote acts. Zo verzorgden ze het voorprogramma van de Britse tour van Korn, Funeral for a Friend en de Europese tour van Bullet For My Valentine.
Begin 2011 mocht de band aantreden in het Indonesische deel van de wereld tournee van Iron Maiden. Na ook nog door Australië getoerd te hebben, tekende de band bij terugkomst in Engeland een contract met EMI Records, waar ze op 5 september 2011 ook hun debuutalbum City of Vultures uitbrachten. Ter promotie toerde de band als hoofdprogramma door het Verenigd Koninkrijk, met support van The Safety Fire en Bleed from Within, waarna de band met Trivium en In Flames door Europa toerde.
In 2012 zou de band als voorprogramma voor programma van Machine Head door de Verenigde Staten toeren, maar omdat bassist Joe Copcutt en drummer Pat Lundy de band plotseling verlieten, moest de band zich terugtrekken. Hierna formeerde de band nog wel een nieuwe line-up en werden plannen voor een tweede album reeds aangekondigd. In januari maakte de band echter bekend uit elkaar te gaan.
Later richtte Austin Dickinson, Will Homer en Conor O'Keefe gedrieën As Lions op, waarmee ze in 2017 een studioalbum uitbrachten.

## Personele bezetting
Laatste line-up
- Conor O'Keefe – leidende gitaar (2006–2015)
- Will Homer – slaggitaar (2006–2015)
- Austin Dickinson – vocalen (2007–2015)
- Ben Tovey – bas (2006–2015)
- Adam Lewin – drums (2012–2015)

Voormalige leden
- Theo Tan – bas (2006–2008)
- Ali White – drums, percussie (2007–2008)
- Aubrey Jackson-Blake – synthesizer (2007–2008)
- Timothy Shelley – drums (2007)
- Joe Copcutt – bas (2008–2012)
- Pat Lundy – drums (2008–2012)
- Josh Hammond – bas (2012)

Tijdlijn

## Discografie
Albums
| Naam             | Datum |
| ---------------- | ----- |
| City of Vultures | 2011  |

Ep's
| Naam               | Datum | Extra info |
| ------------------ | ----- | ---------- |
| Illusive Existence | 2007  | Als Halide |
| Becoming One       | 2008  |            |
| Bridges Will Burn  | 2010  |            |

Muziekvideo's
| Naam                | Jaar | Regisseur        |
| ------------------- | ---- | ---------------- |
| Bridges Will Burn   | 2010 | Ramon Boutviseth |
| The Serpent         | 2011 | Ben Smith        |
| Nothing Left        | 2011 | Shane Davey      |
| Power Through Fear  | 2012 | Shane Davey      |
| Talking In Whispers | 2012 | Jamie Carter     |